# Коньерс, Уильям, 1-й барон Коньерс
Уильям Коньерс (англ. William Conyers; 21 декабря 1468 — 14 апреля 1524) — английский аристократ, 1-й барон Коньерс с 1509 года. Участвовал в войнах с Шотландией, сражался при Флоддене.

## Биография
Уильям Коньерс родился 21 декабря 1468 года и стал вторым сыном сэра Джона Коньерса-младшего из Хорнби в Йоркшире и леди Элис Невилл, дочери Уильяма Невилла, 1-го графа Кента. Старший брат Уильяма умер ребёнком, а отец погиб в бою в 1469 году; поэтому Коньерс унаследовал фамильные поместья после смерти своего деда, сэра Джона Коньерса-старшего, 14 марта 1490 года. Он основательно перестроил главную семейную резиденцию — замок Хорнби. В 1497 году Коньерс был посвящён в рыцари, в последующие годы он нёс военную службу на шотландской границе. В частности, в 1513 году сэр Уильям сражался при Флоддене. 17 октября 1509 года для Коньерса был создан титул барона Коньерса, который позже перешёл к его сыну от второго брака Кристоферу. Дочь Уильяма Кэтрин стала женой сэра Фрэнсиса Биго.
Первой женой Уильяма была Мэри Скруп, дочь сэра Джона Скрупа, 5-го барона Скрупа из Болтона, и Елизабет Сент-Джон, приходившаяся по матери двоюродной сестрой королю Англии Генриху VII. Второй женой стала леди Энн Невилл, дочь Ральфа Невилла, 3-го графа Уэстморленда, и Изабеллы Бут. 